# Cervelliera
La cervelliera (dal latino cervellerium, cerebrarium, cerebrerium o cerebotarium) era una basilare tipologia di elmo sviluppato nel Medioevo. Si componeva di un unico pezzo di metallo modellato a tazza per coprire la sommità del cranio e poteva essere indossato sotto o sopra il camaglio ed altre tipologie di elmo più pesanti.

Arma di bassissimo costo, la cervelliera restò in uso presso le classi sociali povere europee per tutto il Rinascimento.

## Storia
La cervelliera fece la sua comparsa nel medioevo al tempo delle Crociate.